# Dubstep reggae
Dubstep reggae eller Reggae dubstep är en subgenre inom reggaesfären, med rötter i brittisk och jamaicansk dub produktionsmässigt och steppers-rytmen i den sena 1970-tals och 1980-talsreggaen. Det är en form av musik som skapas av studioproducenter, inspelningstekniker och mixande discjockeyer, inte en musik som band eller grupper framför direkt. Senare har influenser från dancehall tillkommit. Idag (efter 2009) görs många mixar med inslag av idéer och ljud från dubstep (som är en helt annan musikgenre, utanför reggaesfären). Ripple, Roommate, DJG, Antiserum, The Headhunters, Blackheart, Eskmo, OSC och Atki2 är några verksamma artister.